# Bâtiment Jean-Monnet
Le bâtiment Jean-Monnet était un complexe administratif de la Commission européenne situé à Luxembourg-Kirchberg et nommé en l'honneur de Jean Monnet. Démoli entre 2017 et 2019, l’ancien bâtiment doit être remplacé par une nouvelle construction, le bâtiment Jean-Monnet 2.

## Histoire

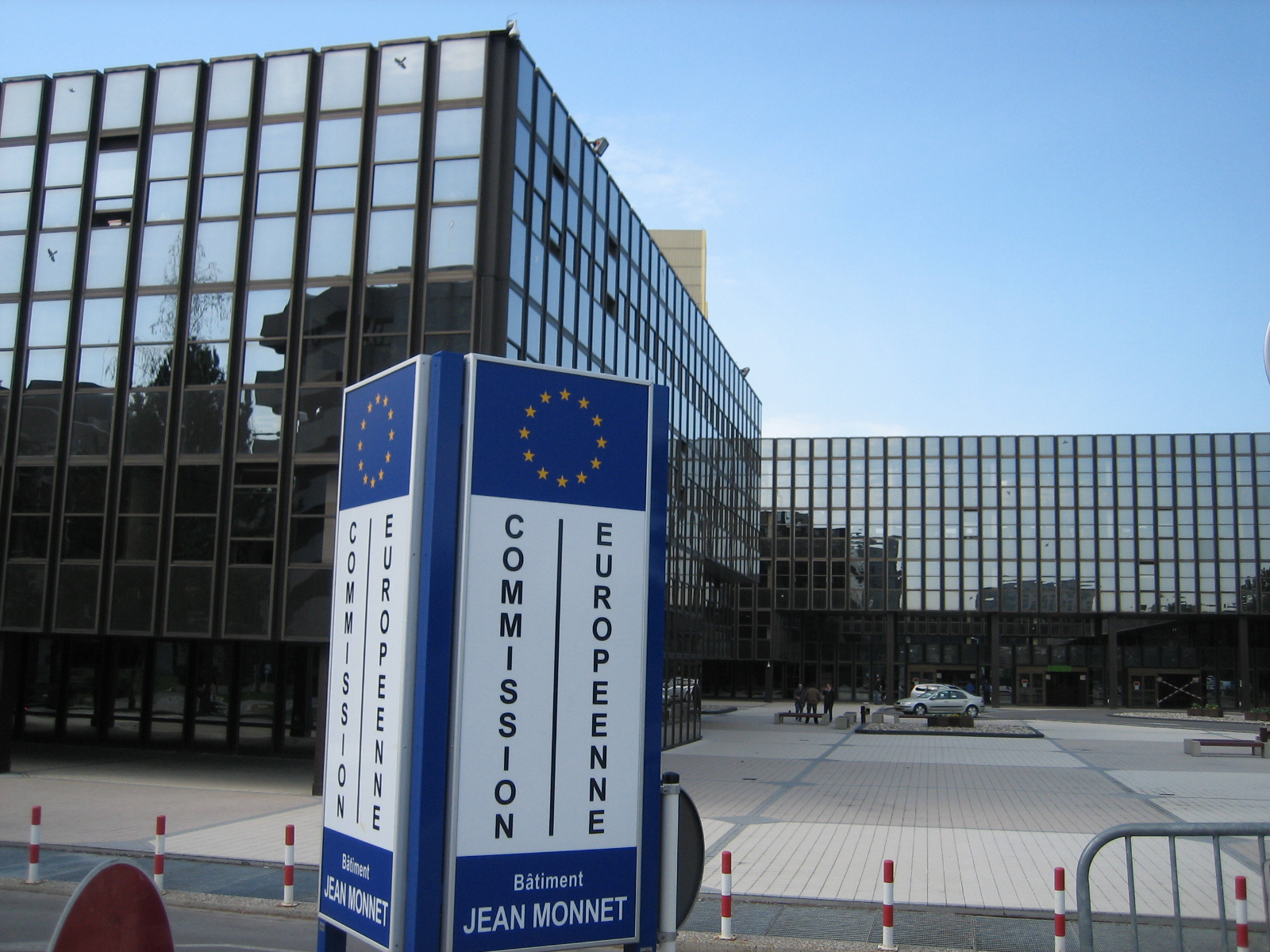
Le bâtiment Jean Monnet en 2009.

Le bâtiment Jean Monnet, abrégé « JMO », a été construit entre 1974 et 1975 selon les plans de l’architecte d’origine polonaise Bohdan Paczowski et du consortium architectural milanais Uniarch, fondé par lui-même en 1973,. Le choix de l’architecture du bâtiment tombait sur une construction en métal muni d’éléments en amiante, appréciés à l’époque pour leur résistance à la chaleur et au feu. L’extérieur était couvert par des façades en verre réfléchissant brunâtre. Le complexe, nommé selon l’un des Pères fondateurs de l’Union Européenne, le fonctionnaire international français Jean Monnet, se trouvait au plateau du Kirchberg à Luxembourg-Ville. Depuis les années 1950, cette partie de la ville avait de plus en plus été transformée d’une zone d’exploitation agricole en un quartier urbain, destiné principalement à accueillir des différentes institutions européennes au Luxembourg. La situation géographique du bâtiment était dans le quartier européen Nord, le site du JMO étant délimité par le boulevard Konrad Adenauer et les rues Erasme et Antoine de Saint-Exupéry. Le complexe se constituait de trois bâtiments principaux A, B et C, dont le bâtiment A était orienté vers le site de la Cour Européenne de Justice et offrait en sa totalité un espace de travail approximatif de 120.000 mètres carrés. Des années 1970 jusqu’en 2016, le bâtiment Jean Monnet hébergeait entre 1600 et 1900 fonctionnaires de la Commission Européenne,. Malgré son but initial de regrouper sur un même site tous les services de la Commission à Luxembourg, le JMO accueillait notamment les employés des services traducteurs de la Direction Générale de la Traduction DGT, du service informatique de la Commission DIGIT et de l’office pour l’infrastructure et la logistique OIL. Initialement prévu pour une durée de 25 ans, le bâtiment Jean Monnet était de plus en plus contesté par les responsables politiques, du fait de son incapacité de répondre aux exigences et aux besoins de la Commission Européenne au 21e siècle. L’obsolescence et le remplacement du bâtiment par une nouvelle construction ont été annoncés par la Commission en 2007. Dû à la présence d’amiante dans le bâtiment et aux éventuels risques d’intoxication, les derniers employés ont quitté le JMO en mai 2016. Les travaux de démolition et de recyclage rigoureux des matériaux étaient lancés début 2017 et ont pris fin en 2019. Depuis 2018, la construction du bâtiment Jean Monnet 2 est en train d’être réalisée à sa place.

## Services et infrastructure
Loin d’avoir été un bâtiment administratif commun, le JMO offrait aux fonctionnaires européens un certain nombre de services par lesquels il réfléchissait un caractère de grande-surface respectivement une sorte de ville dans la ville. Ainsi les employés pouvaient profiter de certaines prestations comme une cafétéria, un restaurant à la carte, un kiosque, un petit supermarché, une garderie d’enfants, un bureau de poste, une filiale de banque ainsi que des infrastructures sportives, y compris une piscine intérieure de 25 mètres de longueur. Des ascenseurs et des escalators électriques devaient relier les différents niveaux entre eux. Devant le bâtiment, l’un des trois originaux de la sculpture emblématique « Non Violence », réalisée par l’artiste suédois Carl Fredrik Reuterswärd, représentant un révolver au canon noué, avait été installé en l’honneur du travail de la Commission.

## Obsolescence
Dans les années 2010, le bâtiment Jean Monnet se montrait de plus en plus incapable de répondre aux exigences des services de la Commission Européenne et aux défis liés à une informatisation croissante au 21e siècle. Outre les couloirs labyrinthiques, causés par la composition en différents bâtiments du complexe, et les bureaux trop petits, l’absence d’une climatisation et d’une isolation appropriées aux larges faces vitrées, a contribué à une contestation progressive du bâtiment de la part des fonctionnaires, exposés à des températures désagréablement hautes en été et plutôt basses en hiver. S’y ajoutait le bilan énergétique insatisfaisant du JMO,. En 2007, la Commission Européenne avait ainsi annoncé la fin du bâtiment, qui est tout de même resté en service jusqu’en 2016. 
En 2013, à la suite de maladies pulmonaires de plusieurs fonctionnaires du bâtiment Jean Monnet, une enquête avait été lancée, qui devait analyser le risque de probables intoxications provoquées par l’amiante. Tandis que l’enquête révélait une concentration d’amiante dans l’air ambiant endéans les normes prescrites, d’un côté, une corrélation entre la présence du matériau aux fibres toxiques et les maladies respiratoires de certains employés ne pouvait pas être exclue de l’autre côté, ce qui a marqué la fin définitive du bâtiment. Jusqu’en mai 2016 les services et les fonctionnaires ont été déménagés progressivement vers d’autres bâtiments mis à disposition, certains construits provisoirement à cet effet. La démolition du bâtiment Jean Monnet a été terminée en 2019. Sur le même site, les travaux de construction pour le nouveau bâtiment de la Commission Européenne, Jean Monnet 2, ont commencé en la même année. Le nouveau complexe, dont la fin de la phase de construction est prévue pour 2026, se caractérisera principalement par une tour de 22 étages hors-sol. Entièrement financé par l'Union Europénne, le coût du bâtiment, initialement prévu à 641 millions d'euros, est réhaussé à 991 millions en novembre 2024.